# Championnat d'Équateur de football 1970
Navigation
Saison précédente Saison suivante
La saison 1970 du Championnat d'Équateur de football est la 12e édition du championnat de première division en Équateur. Les treize meilleurs clubs équatoriens se retrouvent au sein d'une poule unique où ils affrontent tous leurs adversaires deux fois au cours de la saison, à domicile et à l'extérieur. À la fin de cette première phase, les six premiers jouent la poule pour le titre tandis que les sept derniers disputent la poule de relégation.
C'est le Barcelona Sporting Club qui remporte la compétition après avoir terminé en tête de la Liguilla, avec six points d'avance sur le Club Sport Emelec et l'América de Quito. C'est le 4e titre de champion d'Équateur de l'histoire du club.

## Les clubs participants
| - Club Sport Emelec - Barcelona Sporting Club - Club Sport Patria - Club Deportivo El Nacional - Club 9 de Octubre - Promu de D2 - Deportivo Quito - CDU Católica del Ecuador | - Club Deportivo Everest - América de Quito - LDU Quito - LDU Portoviejo - Promu de D2 - Club Social y Deportivo Macara - Promu de D2 - Sociedad Deportiva Aucas |

## Compétition
Le barème utilisé pour établir les divers classements est le suivant :
- Victoire : 2 points
- Match nul : 1 point
- Défaite : 0 point

### Première phase
| Rang | Équipe                           | Pts | J  | G  | N  | P  | Bp | Bc | Diff |
| ---- | -------------------------------- | --- | -- | -- | -- | -- | -- | -- | ---- |
| 1    | Barcelona Sporting Club          | 34  | 24 | 14 | 6  | 4  | 33 | 17 | +16  |
| 2    | LDU Quito T                      | 28  | 24 | 11 | 6  | 7  | 37 | 26 | +11  |
| 3    | América de Quito                 | 28  | 24 | 9  | 10 | 5  | 30 | 27 | +3   |
| 4    | Club Sport Emelec                | 27  | 24 | 9  | 9  | 6  | 28 | 24 | +4   |
| 5    | Deportivo Quito                  | 26  | 24 | 10 | 6  | 8  | 26 | 25 | +1   |
| 6    | Club Deportivo El Nacional       | 25  | 24 | 9  | 7  | 8  | 40 | 30 | +10  |
| 7    | LDU Portoviejo P                 | 24  | 24 | 9  | 6  | 9  | 34 | 37 | -3   |
| 8    | Sociedad Deportiva Aucas         | 22  | 24 | 6  | 10 | 8  | 31 | 30 | +1   |
| 9    | CDU Católica del Ecuador         | 22  | 24 | 7  | 8  | 9  | 22 | 22 | 0    |
| 10   | Club Social y Deportivo Macara P | 22  | 24 | 6  | 10 | 8  | 27 | 31 | -4   |
| 11   | Club 9 de Octubre P              | 20  | 24 | 5  | 10 | 9  | 23 | 32 | -9   |
| 12   | Club Sport Patria                | 18  | 24 | 5  | 8  | 11 | 18 | 31 | -13  |
| 13   | Club Deportivo Everest           | 16  | 24 | 4  | 8  | 12 | 25 | 42 | -17  |

|  | Qualification pour la Liguilla                    |
|  | Participation à la poule de relégation            |
|  | T : Tenant du titre P : Promu de Segunda Division |

### Deuxième phase

#### Liguilla
La totalité des points acquis lors de la première phase est conservée.
| Rang | Équipe                       | Pts | J  | G  | N  | P  | Bp | Bc | Diff |
| ---- | ---------------------------- | --- | -- | -- | -- | -- | -- | -- | ---- |
| 1    | Barcelona Sporting Club      | 45  | 34 | 19 | 7  | 8  | 44 | 31 | +13  |
| 2    | Club Sport Emelec            | 39  | 34 | 14 | 11 | 9  | 47 | 32 | +15  |
| 3    | América de Quito             | 39  | 34 | 13 | 13 | 8  | 38 | 35 | +3   |
| 4    | LDU Quito T                  | 36  | 34 | 14 | 8  | 12 | 51 | 45 | +6   |
| 5    | Club Deportivo El Nacional C | 35  | 34 | 13 | 9  | 12 | 54 | 42 | +12  |
| 6    | Deportivo Quito              | 34  | 34 | 13 | 8  | 13 | 32 | 36 | -4   |

|  | Qualification pour la Copa Libertadores 1971         |
|  | Qualification pour la Copa Ganadores de Copa         |
|  | T : Tenant du titre C : Vainqueur de la Copa Ecuador |

#### Poule de relégation
La totalité des points acquis lors de la première phase est conservée. À l'origine, les trois derniers de la poule devaient être relégués en deuxième division mais la fédération décide de modifier la réglementation en imposant un nombre limité d'équipes par régions. Par conséquent, deux clubs de la région de Pichincha, Sociedad Deportiva Aucas et Club Deportivo Politécnico, doivent s'affronter pour déterminer le 4e et dernier qualifié pour la saison prochaine. Aucas perd le barrage et est donc relégué en Segunda Division.
| Rang | Équipe                           | Pts | J  | G  | N  | P  | Bp | Bc | Diff |
| ---- | -------------------------------- | --- | -- | -- | -- | -- | -- | -- | ---- |
| 1    | CDU Católica del Ecuador         | 37  | 36 | 12 | 13 | 11 | 46 | 34 | +12  |
| 2    | Sociedad Deportiva Aucas         | 36  | 36 | 11 | 14 | 11 | 50 | 44 | +6   |
| 3    | Club Social y Deportivo Macara P | 35  | 36 | 11 | 13 | 12 | 45 | 41 | +4   |
| 4    | LDU Portoviejo P                 | 33  | 36 | 12 | 9  | 15 | 48 | 57 | -9   |
| 5    | Club 9 de Octubre P              | 31  | 36 | 9  | 13 | 14 | 41 | 54 | -13  |
| 6    | Club Sport Patria                | 28  | 36 | 8  | 12 | 16 | 30 | 49 | -19  |
| 7    | Club Deportivo Everest           | 28  | 36 | 9  | 10 | 17 | 42 | 68 | -26  |

|  | Participation au barrage de promotion-relégation |
|  | Relégation directe en Segunda Division           |
|  | P : Promu de Segunda Division                    |

## Bilan de la saison
| Championnat d'Équateur de football 1970 | |
| Champion                                | Barcelona Sporting Club (4e titre)                                                                                |
| Coupes et trophées                      | |
| Vainqueur de la Coupe d'Équateur 1970   | CD El Nacional |
| Qualifications continentales            | |
| Copa Libertadores 1971                  | Barcelona Sporting Club                                                                                           |
| Copa Libertadores 1971                  | Club Sport Emelec                                                                                                 |
| Copa Ganadores de Copa                  | Club Deportivo El Nacional                                                                                        |
| Promotions et relégations               | |
| Promus en Primera División              | Deportivo Cuenca Juventud Italiana Norte América Club Deportivo Politécnico Brasil Ambato Centro Deportivo Olmedo |
| Relégués en Segunda División            | Sociedad Deportiva Aucas                                                                                          |
| Relégués en Segunda División            | Club Sport Patria                                                                                                 |
| Relégués en Segunda División            | Club Deportivo Everest                                                                                            |